# Ивичесто попче
Ивичестото попче (Gobius bucchichi) е риба с дължина до 14 cm и тегло до 20 - 30 гр.

## Разпространение
Разпространено е в Средиземноморския басейн, включително и в Черно море. По българското крайбрежие се среща само в района на Маслен нос. Този вид не е добре проучен в България. Изключително рядък вид, застрашен от изчезване и поради това няма стопанско значение. 